# 小清水原生花園
小清水原生花園（こしみずげんせいかえん）とは、北海道斜里郡小清水町にある砂丘上の草原地帯に広がる原生花園である。

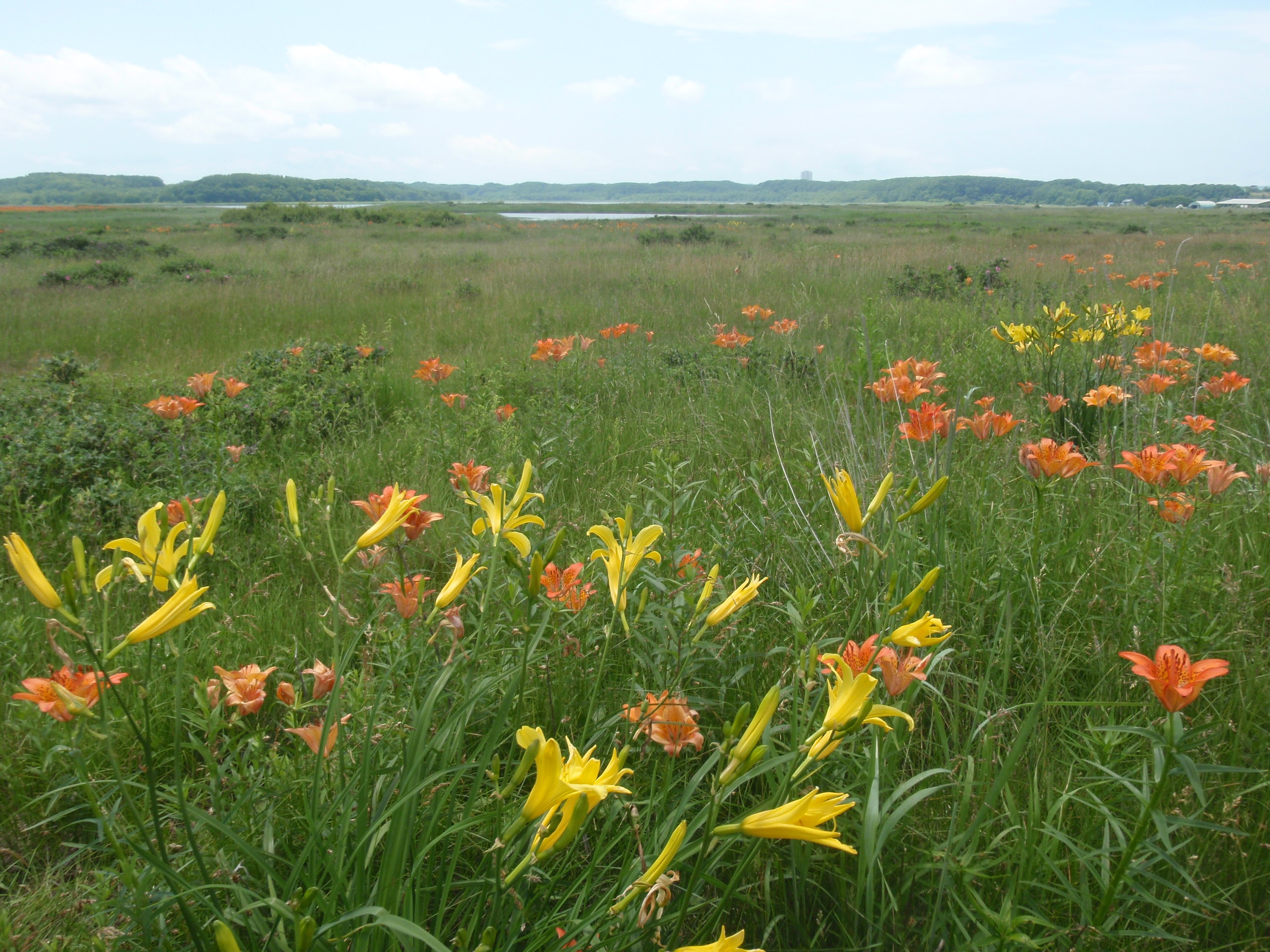
濤沸湖畔に咲くエゾキスゲとエゾスカシユリ（2011年7月）

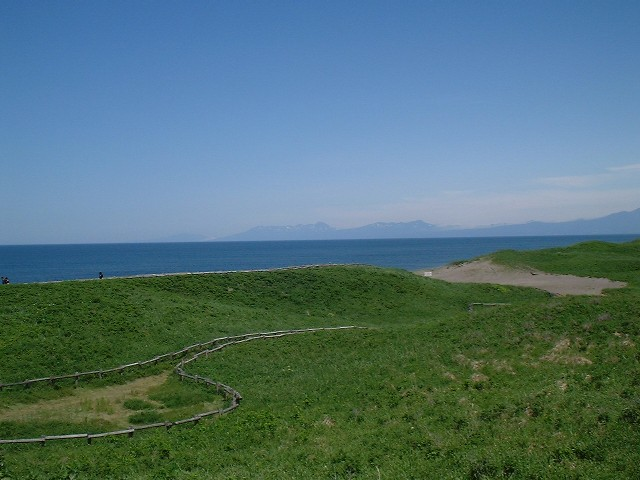
普段の草原と海（2004年6月）

## 概要
網走国定公園の一部であり、オホーツク海と濤沸湖の間に形成された細長いエリアに約40種類の野花が原生する。特に美しいのは6 - 7月にエゾキスゲ、エゾスカシユリ、ハマナス、ヒオウギアヤメが咲く頃で、黄、オレンジ、ピンク、紫などの花々が、普段は殺風景な草原を染める。北海道遺産に選定されている。

## アクセス
- 北海道旅客鉄道（JR北海道）釧網本線
  - 原生花園駅（臨時駅　5月1日 - 10月31日）[2]
- 網走バス 小清水線
  - 原生花園下車
  - 付近は自由乗降区間のため、停留所以外でも乗降できる。
- 網走バス・斜里バス 知床エアポートライナー（女満別空港 - 網走駅 - 知床斜里駅 - 知床ウトロ温泉線）
  - 原生花園下車
- 国道244号[2]
  - 網走市・小清水町境 - 浜小清水駅周辺（所々に駐車場有り）

## ギャラリー

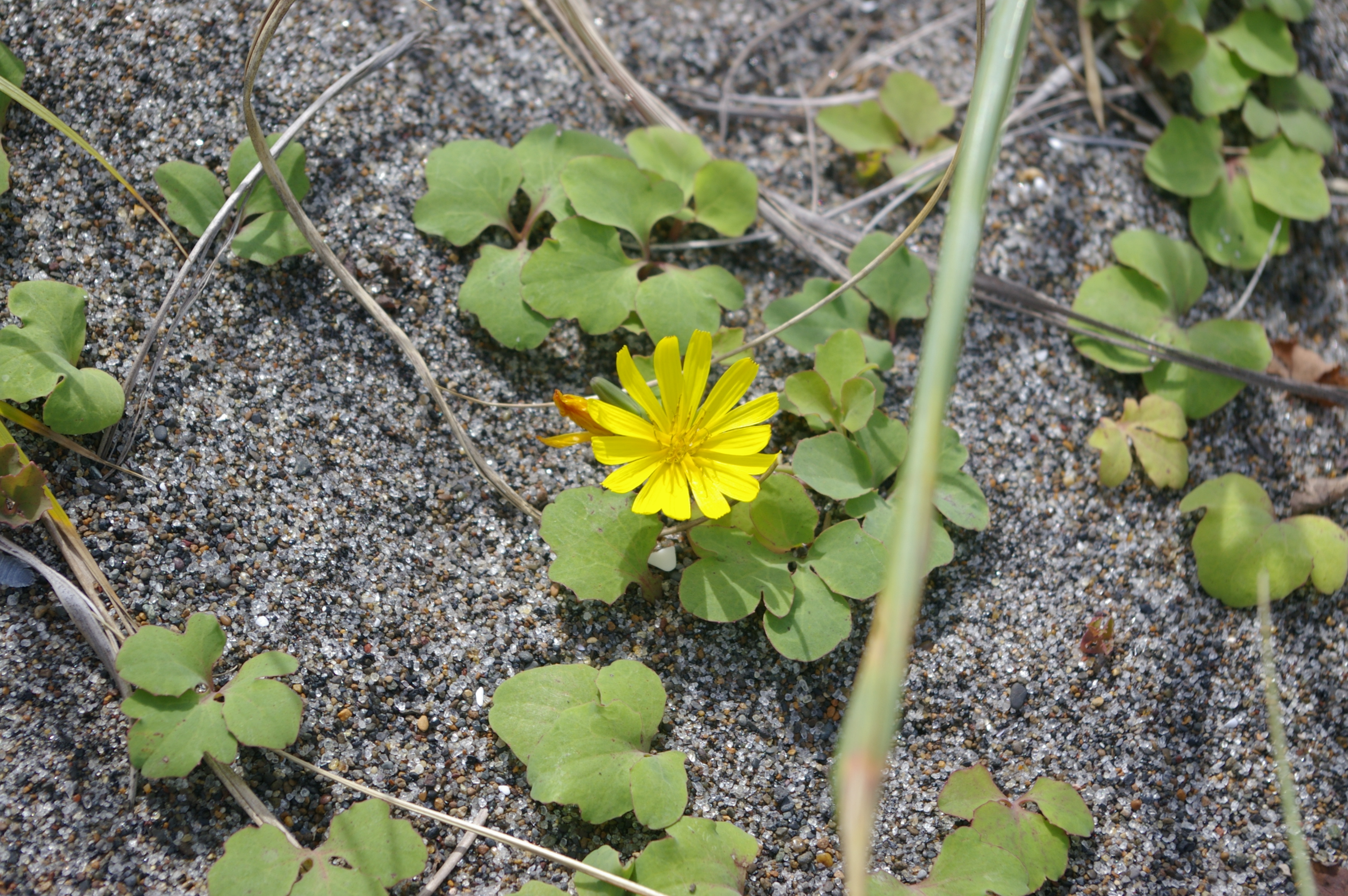
ハマニガナ（2010年7月）